# EasyJet UK
EasyJet UK Limited, також easyJet — британська бюджетна авіакомпанія та дочірня компанія EasyJet plc. Була заснована в 2017 році після того, як уряд Великої Британії ініціював статтю 50 щодо виходу з Європейського Союзу.

## Флот

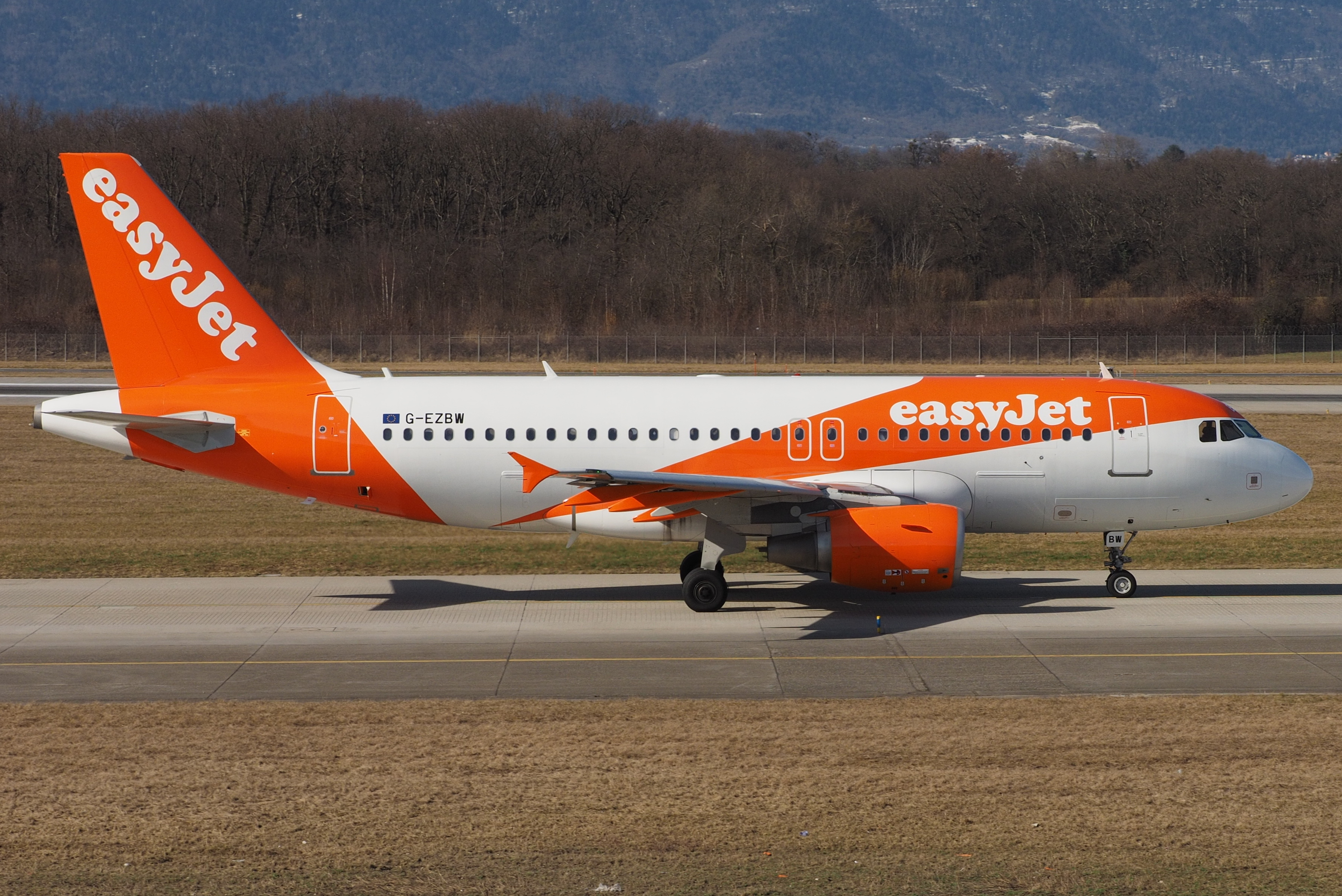
An EasyJet Airbus A319-100

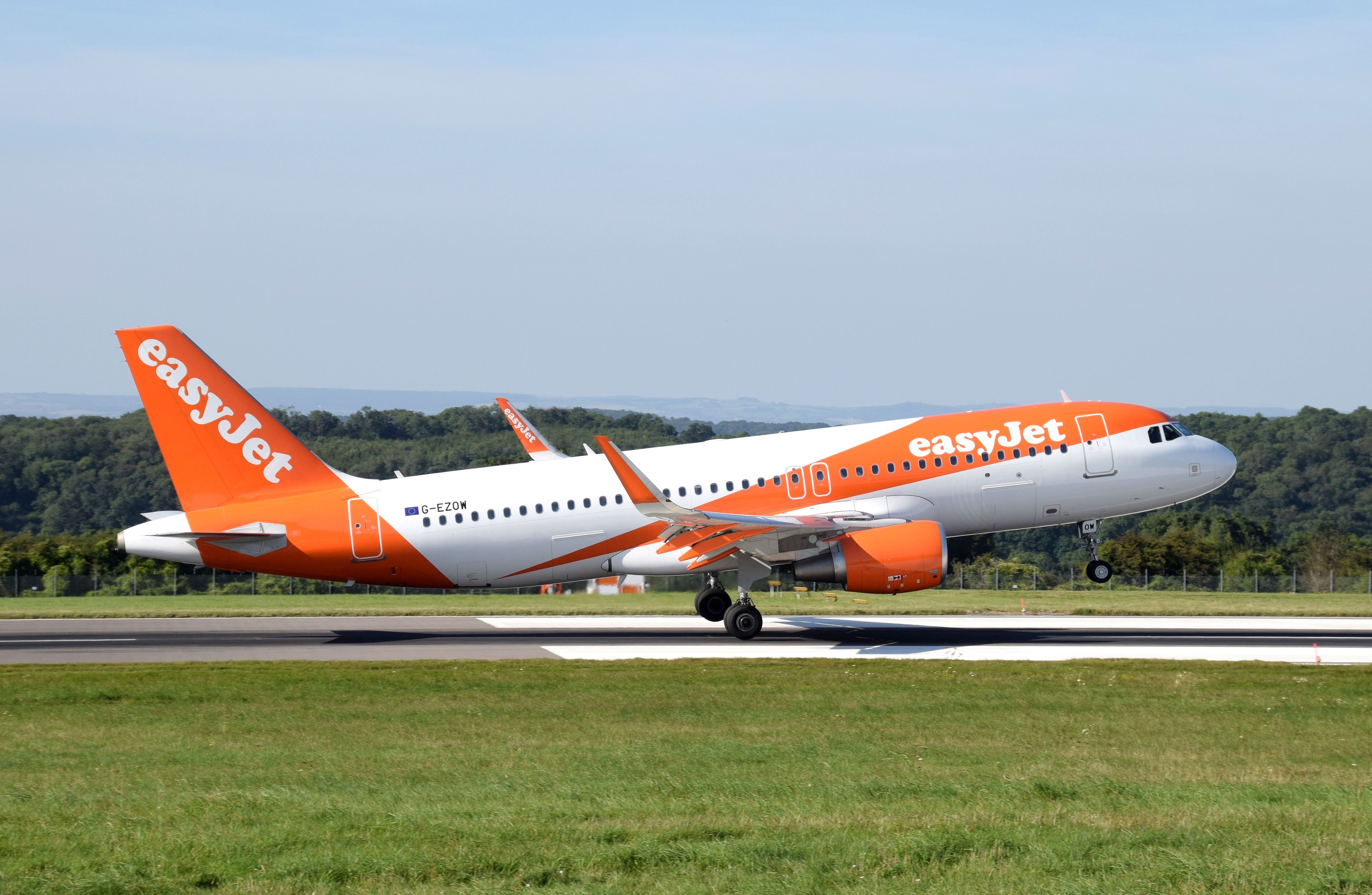
An EasyJet Airbus A320-200

Станом на липень 2020:
| Тип             | В дії | Замовлено | Пасажирів | Примітки |  |
| --------------- | ----- | --------- | --------- | -------- |  |
| Airbus A319-100 | 62    | —         | 156       |          |  |
| Airbus A320-200 | 56    | —         | 186       |          |  |
| Airbus A320neo  | 37    | —         | 186       |          |  |
| Airbus A321neo  | 10    | —         | 235       |          |  |
| Разом           | 165   | —         |           |          |  |